# نهائي كأس رابطة الأندية الإنجليزية المحترفة 1973
نهائي كأس رابطة الأندية الإنجليزية المحترفة 1973 هي المباراة النهائية من منافسة كأس رابطة الأندية الإنجليزية المحترفة 1972–73، أقيمت المباراة في 3 مارس 1973، في ملعب ويمبلي، بين فريقي توتنهام هوتسبير، ونورويتش سيتي، وفاز فيها توتنهام هوتسبير، بعد أن هزم نورويتش سيتي، بنتيجة 1 - 0.

## تفاصيل المباراة
لعبت المباراة النهائية في 3 مارس 1973.
| توتنهام هوتسبير | 1 -0 | نورويتش سيتي |
| --------------- | ---- | ------------ |
|                 |      |              |